# Gråsten Slotssø
Gråsten Slotssø er en 16,7 hektar og op til 6,6 meter dyb, næringsrig sø, der ligger på den nordlige side af Gråstens centrum, og med Gråsten Slot ved den nordøstlige bred.
Oprindelig var Gråsten Slotssø et nor, men blev i 1600-tallet afskåret fra Flensborg Fjord ved anlæg af 2 dæmninger, og derved omdannet til en ferskvandssø. Den er forbundet med Sildekule, der er en bugt mellem Egernsund og Nybøl Nor, via nogle moser og småsøer, ved østenden af søen.
Ved nordsiden af søen ligger de lavvandede damme Kujborg Dam og Storedam der anvendes til opdræt af karper; karpedambruget blev oprettet efter tysk mønster, af hertugen af Augustenborg i sidste halvdel af 1800-tallet, og karpedriften opretholdes stadig. Omkring slottet fandtes endnu ældre karpedamme fra 1700-tallet.
Gråsten Slotssø er en del af Natura 2000-område nr. 94 Rinkenæs Skov, Dyrehaven og Rode Skov 
I 2009 afsøgte sportsdykkere bunden på Gråsten Slotssø. Blandt de ca. 150 fund var nogle tyske våben, der var blevet smidt i søen ved afslutningen af Anden Verdenskrig.